# Bergtauben
Die Bergtauben (Gymnophaps) sind eine Gattung der Taubenvögel. Die drei Arten, die zu dieser Gattung gehören, kommen ausschließlich auf Neuguinea und einigen der angrenzenden Inseln vor.

## Erscheinungsbild
Zur Gattung gehören drei mittelgroße, langflügelige und langschwänzige Tauben. Die Körperlänge variiert je nach Art zwischen 33 und 38 Zentimetern. Charakteristisch für Bergtauben ist ein Gefieder mit matten grauen, weißen und kastanienbraunen Farben. Alle drei Arten haben verhältnismäßig große, unbefiederte und rote Augenringe. In ihrem Körperbau weisen sie viel Ähnlichkeit zu den Großen Fruchttauben auf. Auch das Verdauungssystem ähnelt mit den Großen Fruchttauben und den Flaumfußtauben zwei Gattungen, die zu den Fruchttauben gezählt werden. Obwohl sie wie die Feldtauben zwölf Schwanzfedern haben und ihr Flug ähnlich wie bei einigen Feldtaubenarten schnell und reißend ist, geht man davon aus, dass sie am nächsten mit den Flaumfußtauben und den Großen Fruchttauben verwandt sind.

## Verhalten
Bergtauben halten sich überwiegend auf Bäumen auf und sind Fruchtfresser. Sie sind häufig in Schwärmen zu beobachten und wandern in ihrem Lebensraum nomadisch umher. Ihr Verbreitungsschwerpunkt sind Gebirgswälder der Molukken und Melanesiens.

## Arten
Folgende drei Arten werden zu den Bergtauben gerechnet:
- Albertistaube (Gymnophaps albertisii)
- Langschwanz-Bergtaube (Gymnophaps mada)
- Blasse Bergtaube (Gymnophaps solomonensis)

## Belege